# سه نشان هستی
سه نشان هستی (به سانسکریت: trilakṣaṇa) نوع توصیف بوداییان برای شیوه‌ای است که اشیاء و موجودات در جهان وجود دارند. برپایه این آموزه، تمامی موجودیت‌هایی که می‌بینیم و می‌پنداریم یعنی همه آنچه که در پی عدم آگاهی ما از علل وجود رنج برای ما پدیدار شده.
1. نپایندگی اولین اصل است که به تغییرات مدام هستی و عدم ثبات آن اشاره دارد.
2. دوکا (رنج) دومین اصل است و بدین معناست که همه نمودها در عالم هستی به دلیل ناپایداری و نپایندگی‌شان، رنج‌آورند و به این نمی‌ارزند که انسان به آنها دل ببندد.
3. آناتا ،اصل سوم، به این موضوع اشاره دارد که با توجه به دگرگونی مدام هستی، داشتن یک خود تنها در سایه ناپایندگی و عدم ثبات آن ممکن است. در آیین بودا خودِ تغییرناپذیر وجود نداشته و همه چیز ناخود است.[۱][۲][۳][۴]

بنا بر سنت بودایی، درک کامل سه نشان هستی (نپایندگی، رنج، و ناخودی) باعث یافتن راه پایان رنج‌ها می‌شود.